# Yippee yippee
Yippee yippee is de tweede single van het album Alle kleuren van de meidengroep K3. De single kwam uit op 25 september 2000.
De hoogste positie in Vlaamse Ultratop 50 en de Vlaamse Radio 2 Top 30 is plaats nummer dertien. In Nederland kwam de single de hitlijsten niet binnen.

## Tracklist
1. Yippee yippee (3:20)
2. Yippee yippee (instrumentaal) (3:20)

## Hitnoteringen

### VlaamseUltratop 50
| Hitnotering: 07-10-2000 t/m 09-12-2000 | Hitnotering: 07-10-2000 t/m 09-12-2000 | Hitnotering: 07-10-2000 t/m 09-12-2000 | Hitnotering: 07-10-2000 t/m 09-12-2000 | Hitnotering: 07-10-2000 t/m 09-12-2000 | Hitnotering: 07-10-2000 t/m 09-12-2000 | Hitnotering: 07-10-2000 t/m 09-12-2000 | Hitnotering: 07-10-2000 t/m 09-12-2000 | Hitnotering: 07-10-2000 t/m 09-12-2000 | Hitnotering: 07-10-2000 t/m 09-12-2000 | Hitnotering: 07-10-2000 t/m 09-12-2000 | Hitnotering: 07-10-2000 t/m 09-12-2000 |
| Week:                                  | 1                                      | 2                                      | 3                                      | 4                                      | 5                                      | 6                                      | 7                                      | 8                                      | 9                                      | 10                                     |                                        |
| -------------------------------------- | -------------------------------------- | -------------------------------------- | -------------------------------------- | -------------------------------------- | -------------------------------------- | -------------------------------------- | -------------------------------------- | -------------------------------------- | -------------------------------------- | -------------------------------------- | -------------------------------------- |
| Positie:                               | 34                                     | 13                                     | 14                                     | 16                                     | 13                                     | 20                                     | 22                                     | 27                                     | 36                                     | 42                                     | uit                                    |

### VlaamseRadio 2 Top 30
| Hitnotering: 14-10-2000 t/m 25-11-2000 | Hitnotering: 14-10-2000 t/m 25-11-2000 | Hitnotering: 14-10-2000 t/m 25-11-2000 | Hitnotering: 14-10-2000 t/m 25-11-2000 | Hitnotering: 14-10-2000 t/m 25-11-2000 | Hitnotering: 14-10-2000 t/m 25-11-2000 | Hitnotering: 14-10-2000 t/m 25-11-2000 | Hitnotering: 14-10-2000 t/m 25-11-2000 | Hitnotering: 14-10-2000 t/m 25-11-2000 |
| Week:                                  | 1                                      | 2                                      | 3                                      | 4                                      | 5                                      | 6                                      | 7                                      |                                        |
| -------------------------------------- | -------------------------------------- | -------------------------------------- | -------------------------------------- | -------------------------------------- | -------------------------------------- | -------------------------------------- | -------------------------------------- | -------------------------------------- |
| Positie:                               | 13                                     | 14                                     | 16                                     | 13                                     | 20                                     | 22                                     | 27                                     | uit                                    |